# Distrito de Malacky
El distrito de Malacky (en eslovaco Okres Malacky) es una unidad administrativa (okres) de Eslovaquia Occidental, situado en la región de Bratislava, con 64 354 habitantes (en 2001) y una superficie de 949,56 km². 
Conforma la parte septentrional de la región de Bratislava y limita al norte con los distritos de Senica y Trnava, al sur con el distrito de Pezinok y con los distritos de Bratislava III y Bratislava IV así como con el río March y Austria al oeste.

## Demografía
| Año        | 1994   | 2004    | 2014    | 2024     |
| ---------- | ------ | ------- | ------- | -------- |
| Población  | 62 625 | 65 840  | 70 043  | 79 982   |
| Diferencia |        | +5,13 % | +6,38 % | +14,18 % |

| Año        | 2023   | 2024    |
| ---------- | ------ | ------- |
| Población  | 79 689 | 79 982  |
| Diferencia |        | +0,36 % |

## Ciudades
- Malacky (capital)
- Stupava

## Municipios (población año 2017)
- Borinka 761
- Gajary 3050
- Jablonové 1285
- Jakubov 1619
- Kostolište 1545
- Kuchyňa 1690
- Láb 1809
- Lozorno 3022
- Malé Leváre 1242
- Marianka 2054
- Pernek 863
- Plavecké Podhradie 638
- Plavecký Mikuláš 729
- Plavecký Štvrtok 2372
- Rohožník 3523
- Sološnica 1569
- Studienka 1612
- Suchohrad 650
- Veľké Leváre 3581
- Vysoká pri Morave 2297
- Záhorie 157
- Záhorská Ves 1895
- Závod 2823
- Zohor 3312